# أحمد أمين (لاعب كرة قدم)
أحمد أمين لاعب كرة قدم بحريني يلعب حاليا لصالح نادي الدرجة الأولى النجمة البحريني في مركز الظهير الأيمن.